# NGC 868
NGC 868 este o low-surface-brightness galaxy⁠(d) situată în constelația Balena. A fost descoperită în 3 octombrie 1886 de către Lewis A. Swift.